# Zamir Jaffri Cricket Stadium
 (mars 2025).
Le Zamir Jaffri Cricket Stadium (en ourdou : ضمیر جعفری کرکٹ اسٹیڈیم), est un stade de cricket situé dans la ville de Jhelum, au Pakistan.

## Événements
Le stade a été nommé en hommage au poète pakistanais Zamir Jafri, originaire de la région.

## Galerie

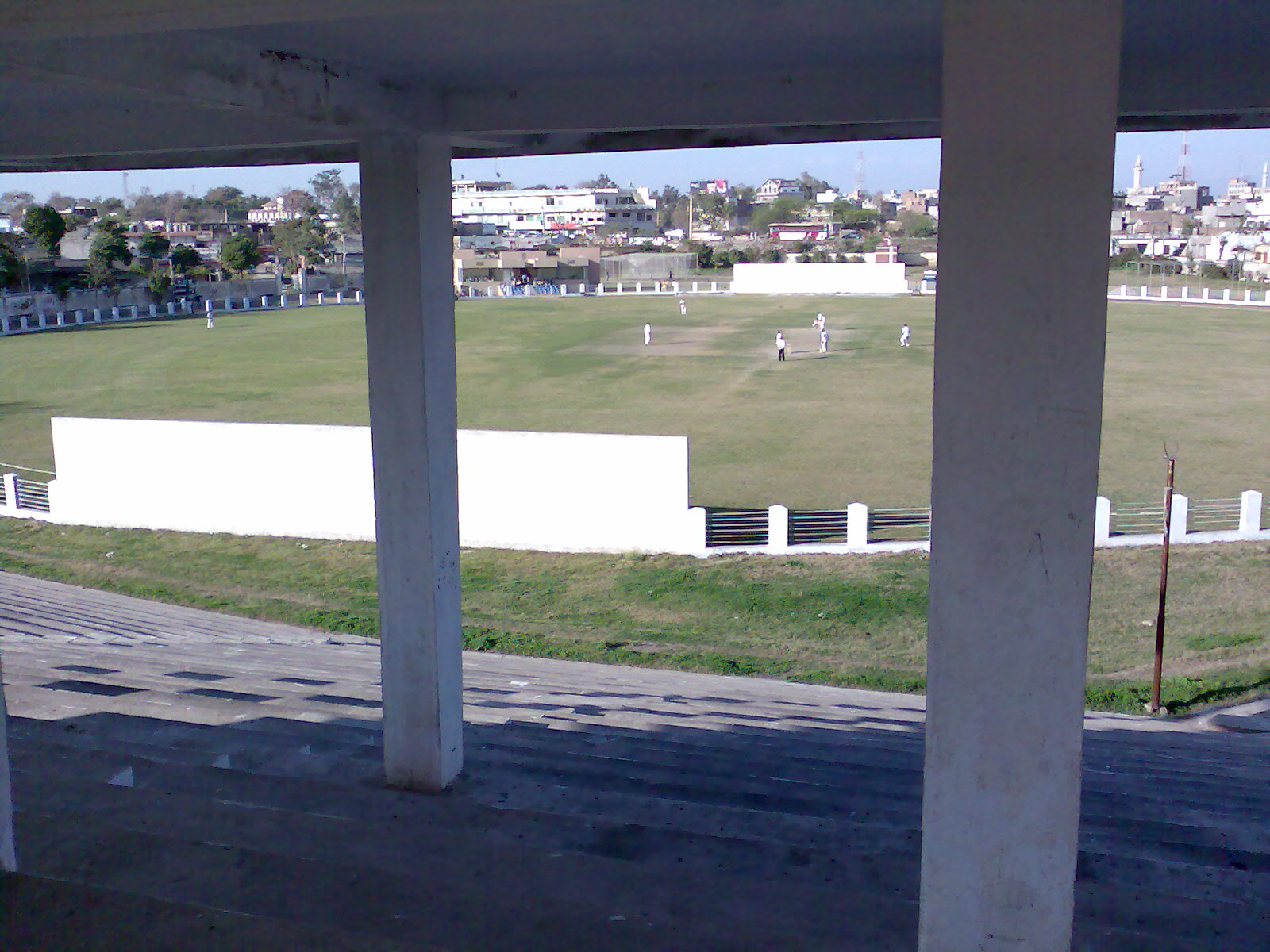
Vue des gradins
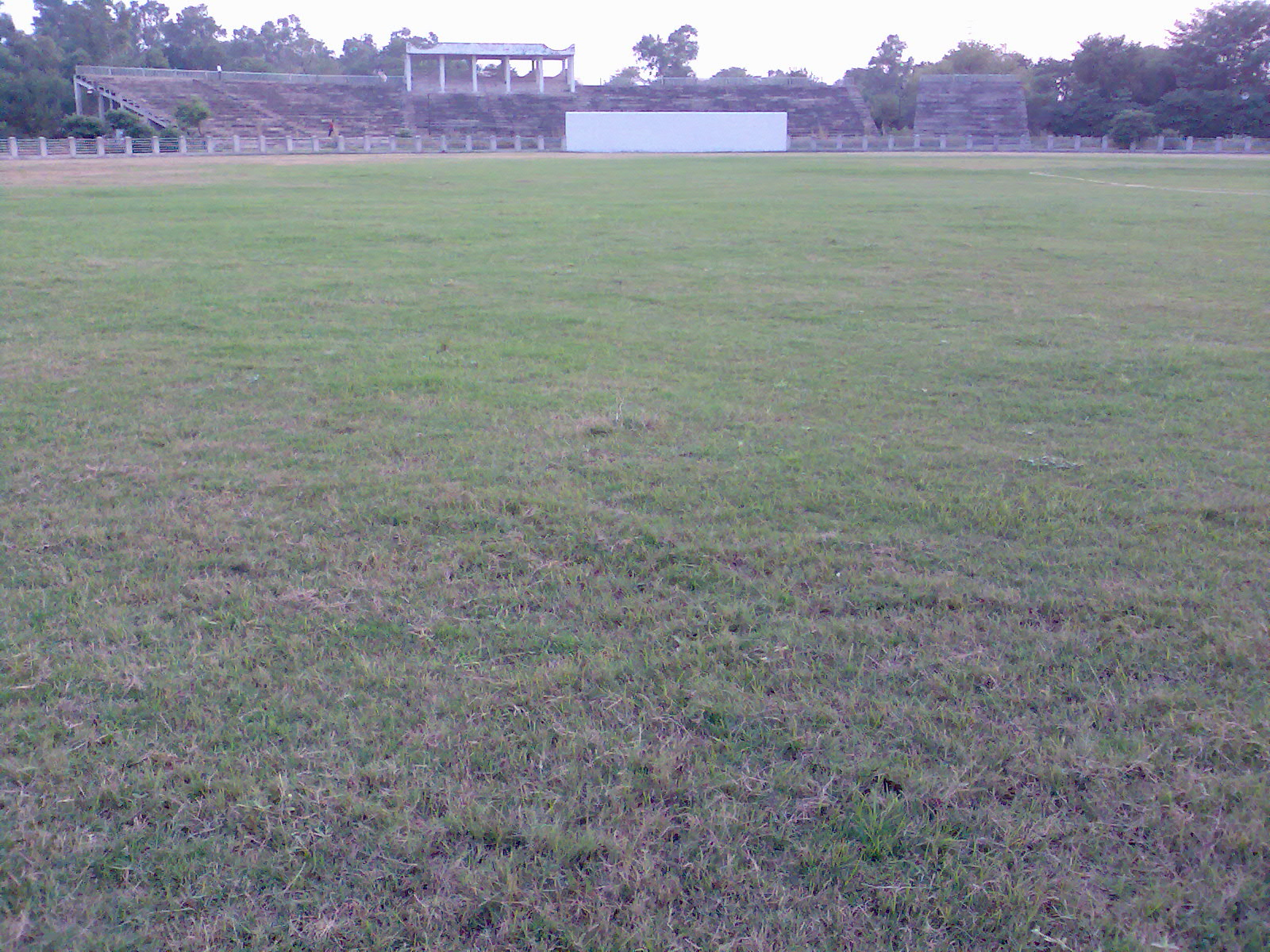
Terrain
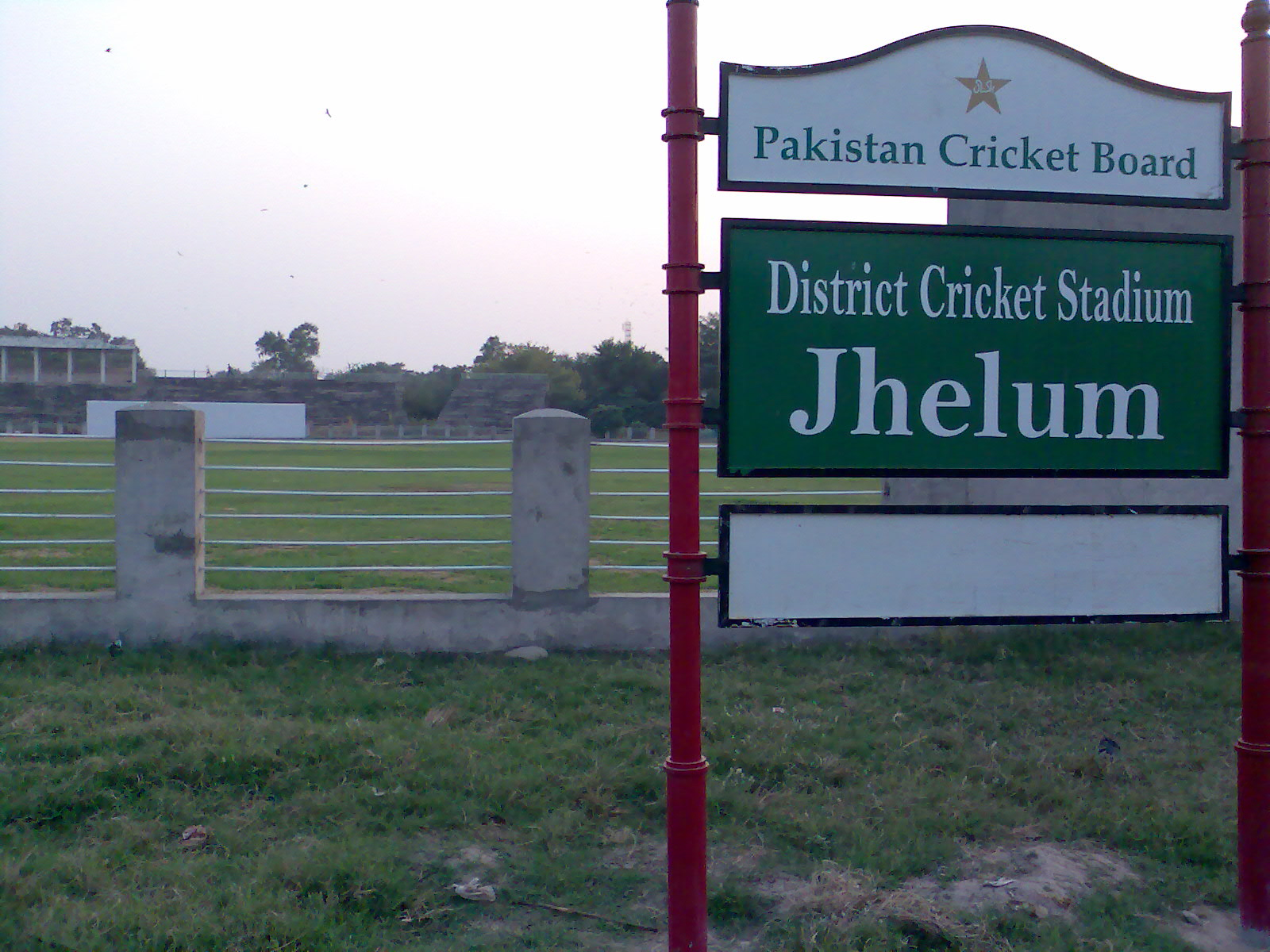
Stade
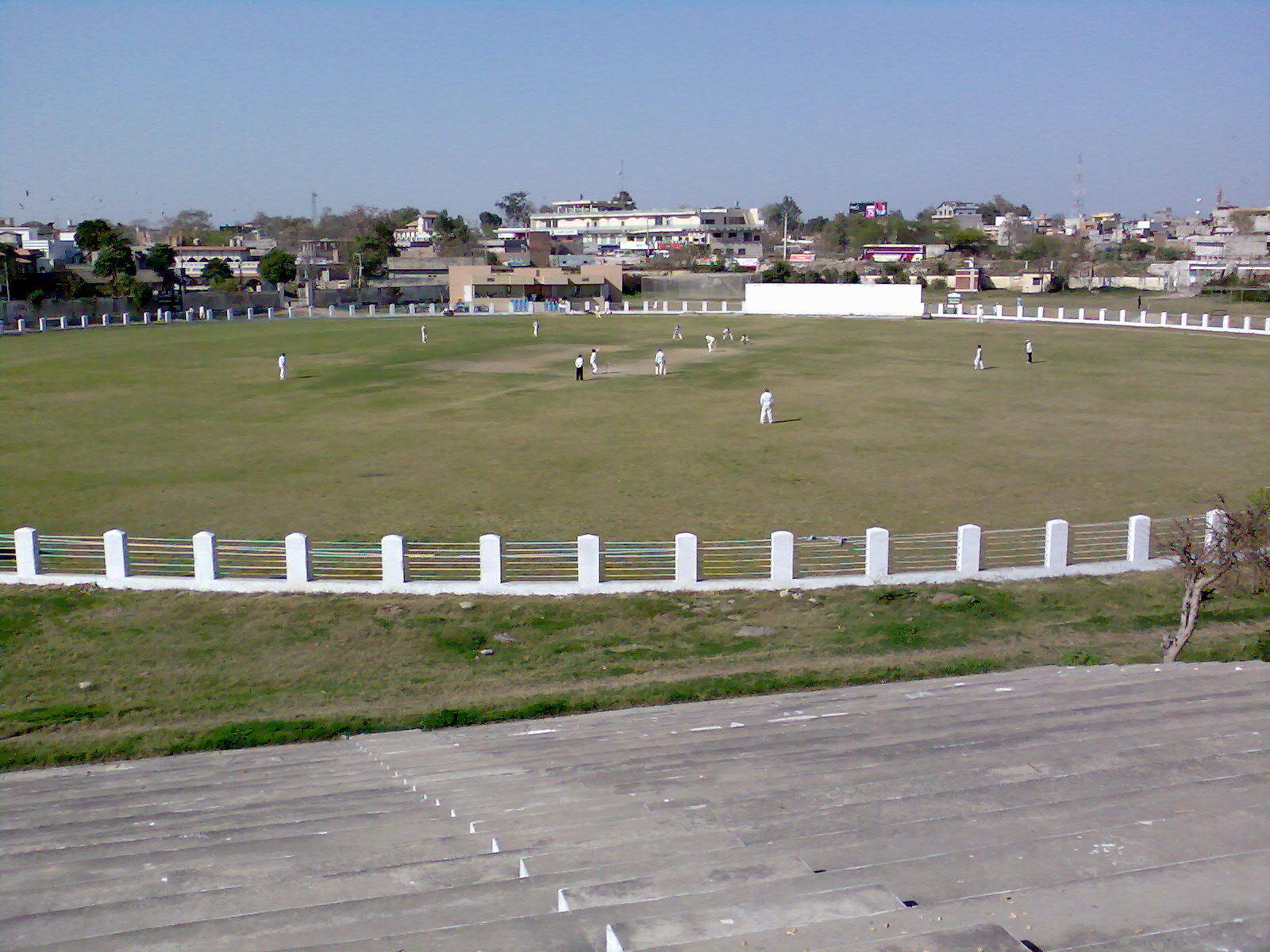
Vue des gradins
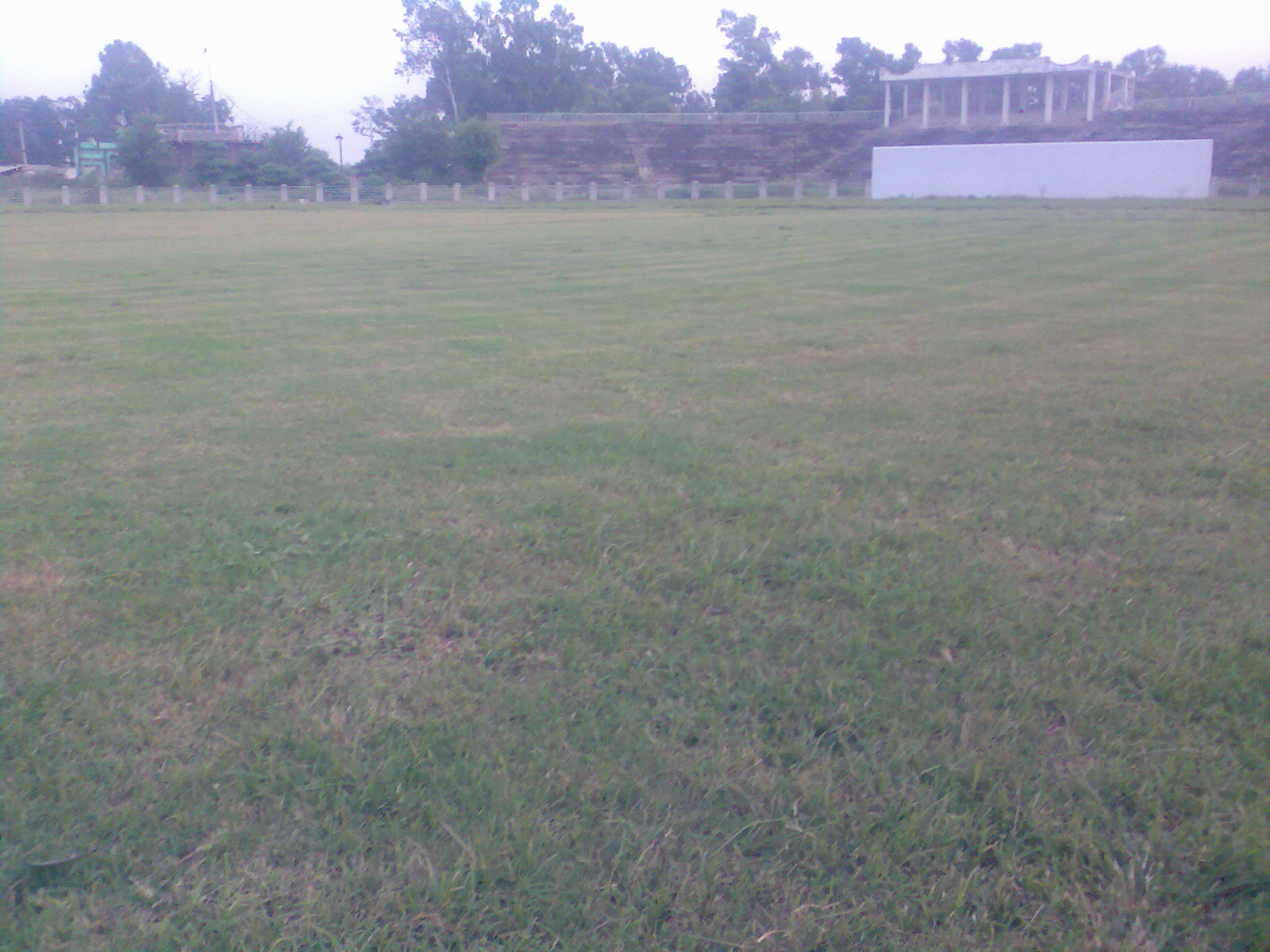
Stade
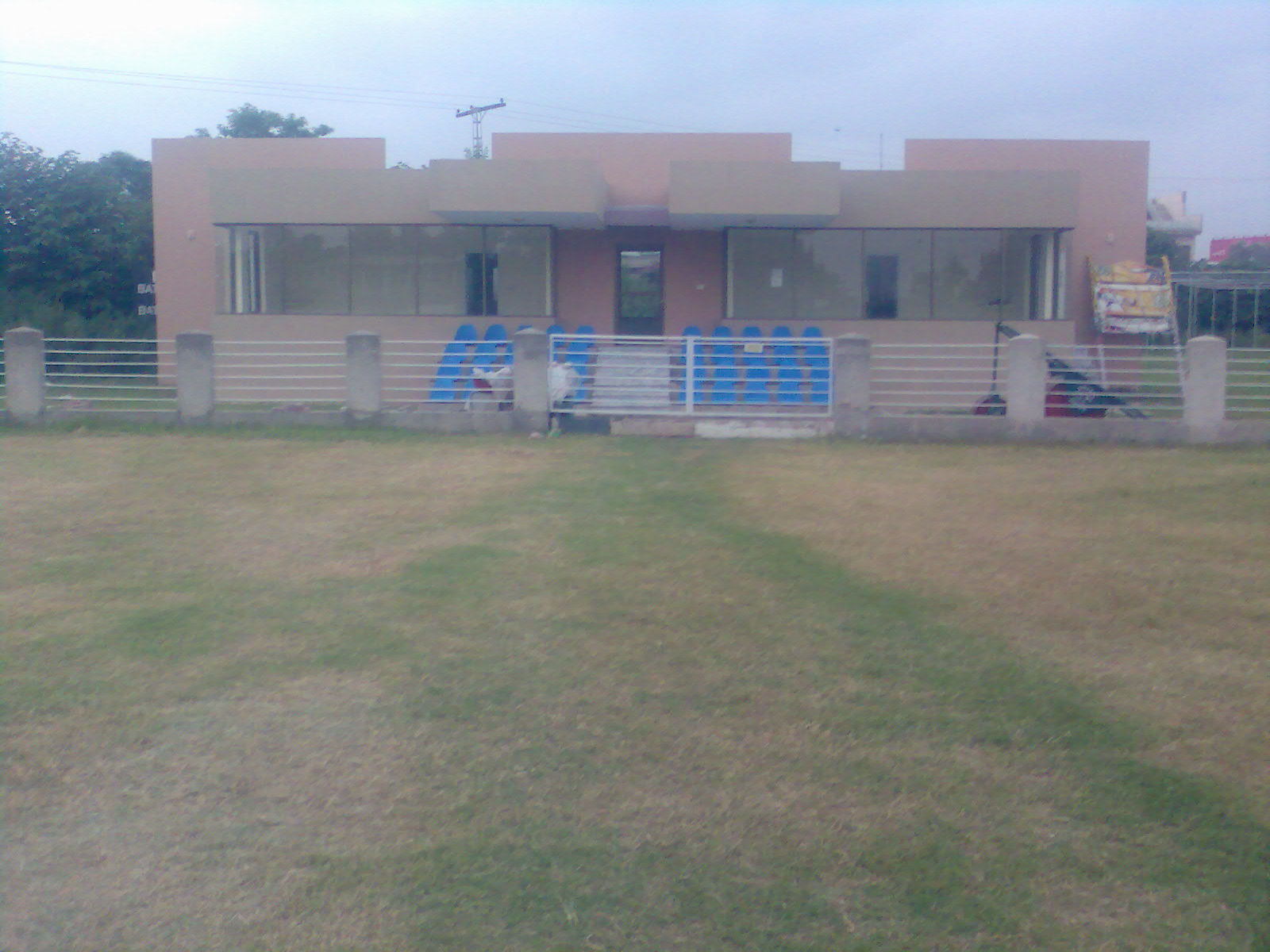
Stadium Pavilion